# МАЗ-7906
МАЗ-7906 «Целина-2» — советское восьмиосное внедорожное шасси с дизельным двигателем, на базе шестиосного шасси МАЗ-7904, которое в свою очередь предназначалось для транспортировки ракетного комплекса «Целина»

## История
МАЗ-7906 был создан в 1984 году, предназначался для перевозки ракетного комплекса «Целина-2».
Разработка МАЗ-7906 велась параллельно с созданием второго, самоходного внедорожного шасси весом 150 тонн МАЗ-7907. Испытания обеих шасси производились одновременно на одной площадке. В марте 1986 года шасси МАЗ-7906 со смонтированным специальным имитатором установки "Целина-2"с копиями ракет, проходила испытания в Калининской области, куда позднее был доставлен МАЗ-7906.После испытаний в 1987 году, ни одно шасси комиссией не было одобрено.
Испытания МАЗа проходили с 1984 по 1987 год. За этот период было построено лишь 2 экземпляра.

## Характеристики
- Длина 26293 мм
- Ширина 4850 мм
- Высота 3760 мм
- Масса: снаряженная — 68,3 тонн, полная — 220 тонн
- Грузоподъемность 150 тонн
- Средняя скорость 30 км/ч[2]